# Burgos Club de Fútbol (1936)
|  | No s'ha de confondre amb Burgos Club de Fútbol. |

El Burgos Club de Fútbol fou un antic club de futbol espanyol de la ciutat de Burgos.
Els primers clubs destacats de la ciutat aparegueren als anys vint. El 1922 s'havia fundat el Burgos Foot-ball Club, seguit de Deportivo Castilla-Burgos (1923) i Unión Deportiva Burgalesa (1926). El 1936 aparegué la Gimnástica Burgalesa. Aquest club canvià de nom le 1946 per Gimnástica de Burgos i el 1948 per Burgos Club de Fútbol. Aquest club arribà a jugar diverses temporades a primera divisió.
L'any 1983 desaparegué per problemes financers.
Davant la propera desaparició, el filial del club, Burgos Promesas, es desvinculà de l'entitat i formà el nou club Real Burgos Club de Fútbol.

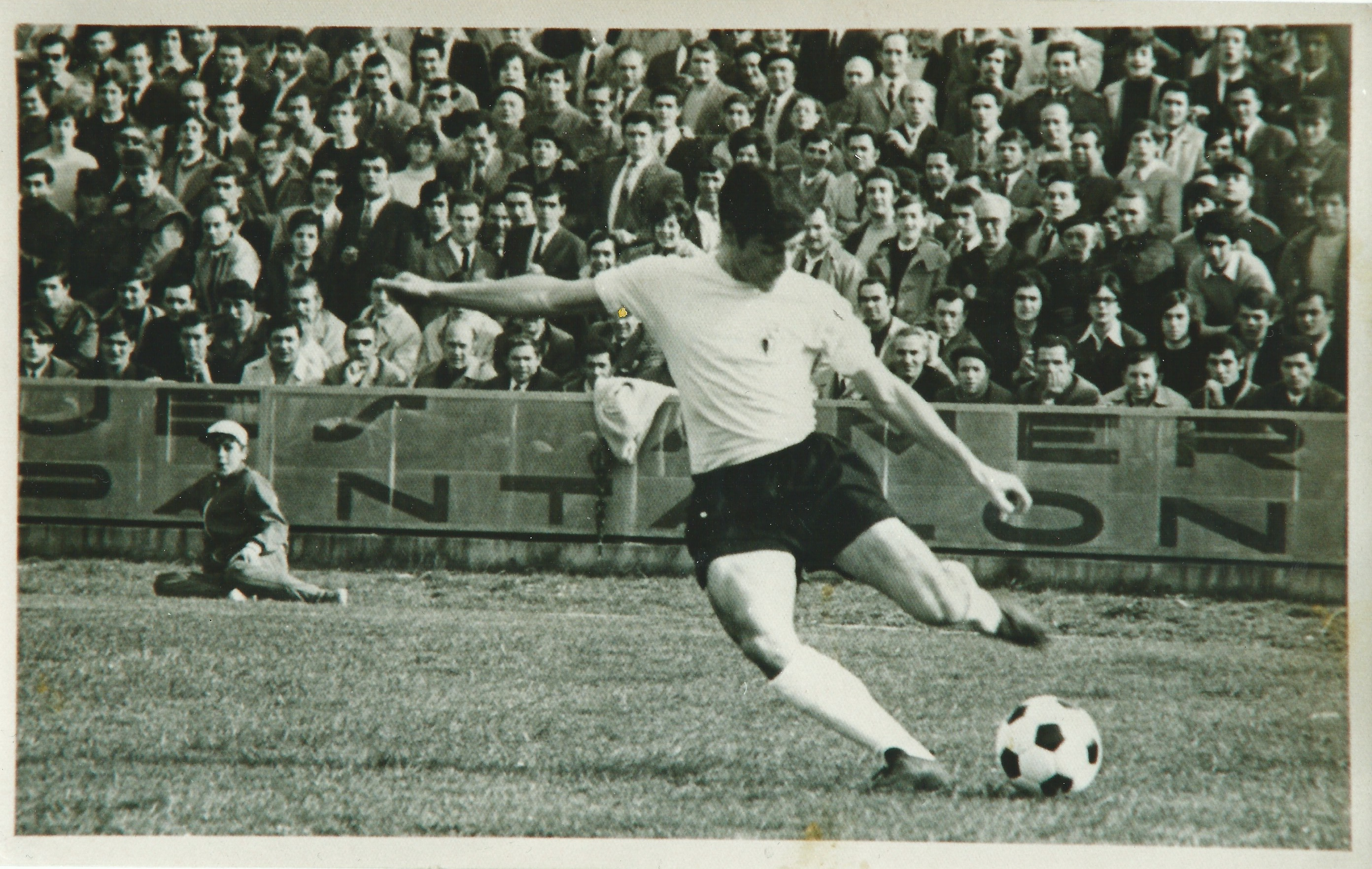
Rufino Requejo al Burgos CF.